# 瑞西 (摩泽尔省)
瑞西（法語：Jussy，法語發音：[ʒysi]；洛林语：Jeu'hi）是法国摩泽尔省的一个市镇，属于梅斯区。

## 地理
瑞西（49°6'4"N, 6°5'10"E）面积2.91 平方千米，位于法国大東部大區摩泽尔省，该省份为法国东北部内陆省份，是洛林的一部分，西南接默尔特-摩泽尔省，东临下莱茵省，北与卢森堡和德国接壤。
与瑞西接壤的市镇（或旧市镇、城区）包括：格拉沃洛特、穆兰莱梅斯、罗泽里约勒、圣吕菲娜、沃村。

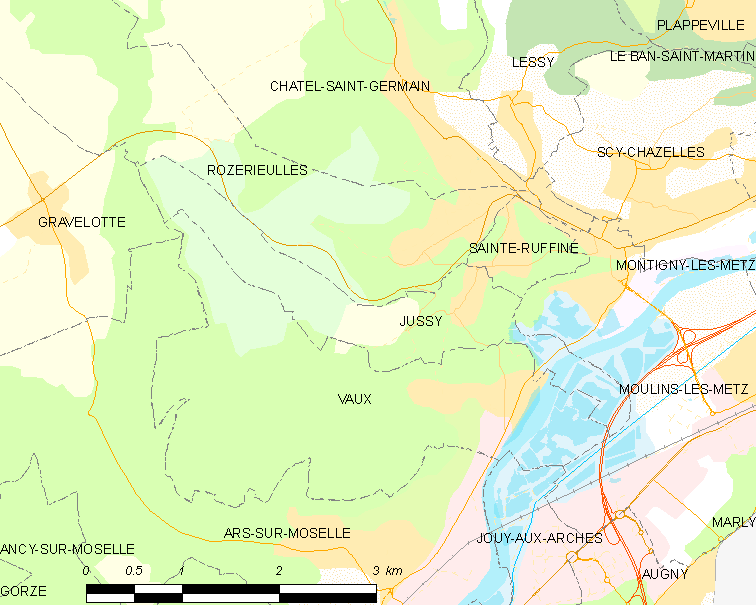
的OSM定位图

瑞西的时区为UTC+01:00、UTC+02:00（夏令时）。

## 行政
瑞西的邮政编码为57130，INSEE市镇编码为57352。

## 政治
瑞西所属的省级选区为摩泽尔山坡县。

## 人口

1962-2008年间人口变化图示

瑞西于2022年1月1日时的人口数量为458人。